# Тит Флавий Коэлиан
Тит Флавий Коэлиан (лат. Titus Flavius Coelianus) — римский политический деятель и сенатор конца III века.

## Биография
О Коэлиане ничего неизвестно, кроме того, что в 289 году он занимал должность консула-суффекта.
В том году было назначено ещё пять суффектов: Марк Умбрий Прим, Цейоний Прокул, Гельвий Клемент, Флавий Децим, Аниний Максим.